# Морозов, Абрам Абрамович

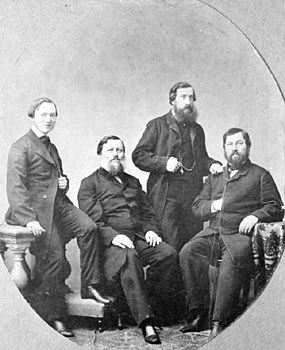
Представители четырёх ветвей морозовского рода. Слева направо: Абрам Абрамович Морозов (слева), Тимофей Саввич Морозов (сидит в центре), Иван Захарович Морозов и Викула Елисеевич Морозов.
Начало 1860-х.

Абрам Абрамович Морозов (1839—1882) — московский купец и меценат из династии Морозовых. Потомственный почётный гражданин, директор правления Тверской мануфактуры, член совета Волжско-Камского Банка, попечитель детских приютов. Внук основателя рода Саввы Васильевича Морозова. Первый муж Варвары Алексеевны Морозовой. Отец братьев Михаила, Ивана и Арсения Морозовых.

## Биография
Был старообрядцем по вероисповеданию. Рано лишился отца. Писал с ошибками, не знал французского.
Варвара Алексеевна (в девичестве Хлудова) сопротивлялась идее брака с А. А. Морозовым три года, хотя их семьи были близки и поддерживали эту идею, но в 1869 все же дала своё согласие под нажимом отца. Жених перед свадьбой перешёл в единоверие.
После раздела наследства ему и брату Давиду досталось «Товарищество Тверской мануфактуры бумажных изделий». Появилась тверская ветвь Морозовых, Абрамовичи, родоначальником которой и стал Абрам Абрамович. Руководил он мануфактурой недолго, но деятельно и существенно развил дело. Жена купца вскоре стала пайщицей предприятия.
С 1877 года Морозов страдал тяжелой психической болезнью. До самой смерти за ним ухаживала жена, не желавшая помещать мужа в психиатрическую больницу. Лечить пациента пытался Сергей Сергеевич Корсаков, в будущем выдающийся российский психиатр. Однако и он не смог помочь. В феврале 1882 Абрам Морозов скончался.
В своем завещании Морозов оставил всё имущество детям, опекать же их должна была Варвара Алексеевна. Но в случае повторного замужества она теряла все права на капиталы. Похоронен во Всехсвятском монастыре в Москве.
Именем А. А. Морозова была названа психиатрическая клиника для душевнобольных на Девичьем поле (ныне Психиатрическая клиника имени С. С. Корсакова), построенная его вдовой в память о покойном муже.